# Ice Dogs de Los Angeles
Les Ice Dogs de Los Angeles sont une franchise de hockey sur glace ayant évolué dans la Ligue internationale de hockey.

## Historique
L'équipe a été créée en 1995 à Los Angeles en Californie à la suite de la relocalisation des Gulls de San Diego et évolua dans la LIH durant la saison 1995-1996 avant d'être transféré à nouveau pour devenir les Ice Dogs de Long Beach.

### Saisons en LIH
Note : PJ : parties jouées, V : victoires, D : défaites, N : matchs nuls, DP : défaite en prolongation, DF : défaite en fusillade, Pts : Points, BP : buts pour, BC : buts contre, Pun : minutes de pénalité
| Saison    | PJ | V  | D  | DP | Pts | Classement             | Séries éliminatoires | Entraîneur       |
| --------- | -- | -- | -- | -- | --- | ---------------------- | -------------------- | ---------------- |
| 1995-1996 | 82 | 32 | 36 | 14 | 78  | 4e place, division Sud | hors des séries      | John Van Boxmeer |